# Judah García
Judah Emmanuel Garcia (ur. 24 października 2000 w San Fernando) – piłkarz pochodzący z Trynidadu i Tobago, występujący na pozycji napastnika, w greckim klubie AEK II Ateny.

## Życie prywatne
Piłkarzami są również jego dwaj bracia Levi i Nathaniel, oraz kuzyn Isaiah